# Eleccions parlamentàries finlandeses de 2003
Les eleccions parlamentàries finlandeses del 2003 es van celebrar el 16 de març de 2003 a Finlàndia. El partit més votat fou el Partit de Centre, i el seu cap Matti Vanhanen fou nomenat primer ministre de Finlàndia en un govern de coalició amb el Partit Popular Suec i els socialdemòcrates. Prèviament es formà un govern de 69 dies presidit pel centrista Anneli Jäätteenmäki, qui dimití per l'escàndol Iraq-gate.

Resum dels resultats electorals de 16 de març de 2003 al Parlament de Finlàndia
| Partits | Partits                             | Vots      | %     | Escons | +/- |
| ------- | ----------------------------------- | --------- | ----- | ------ | --- |
|         | Partit del Centre                   | 689.391   | 24,69 | 55     | +7  |
|         | Partit Socialdemòcrata de Finlàndia | 683.223   | 24,47 | 53     | +2  |
|         | Partit de la Coalició Nacional      | 517.904   | 18,55 | 40     | -6  |
|         | Aliança d'Esquerra                  | 277.152   | 9,93  | 19     | -1  |
|         | Lliga Verda                         | 223.554   | 8,01  | 14     | +3  |
|         | Lliga Cristiana de Finlàndia        | 148.987   | 5,34  | 7      | -3  |
|         | Partit Popular Suec                 | 128.824   | 4,61  | 8      | -3  |
|         | Veritables Finlandesos              | 43.816    | 1,57  | 3      | +2  |
|         | Populars Blanc-i-blaus Finlandesos  | 4.579     | 0,16  | -      |     |
|         | Representants de les Illes Aland    | 11.651    | 0,41  | 1      |     |
|         | Total (participació 69,7%)          | 2.815.700 | 100,0 | 200    |     |